# Ministre de l'Enfance, du Handicap et de l'Égalité (Irlande)
Le ministre de l'Enfance, du Handicap et de l'Égalité (en anglais : Minister for Children, Disability and Equality, en irlandais : An tAire Leanaí, Míchumais agus Comhionannais) est le ministre chargé de l'Enfance et de la Jeunesse au sein du gouvernement de l'Irlande.

## Vue d'ensemble
Le département a été créé en 1956 en tant que département de la Gaeltacht. Son titre et ses fonctions ont changé plusieurs fois. Le titre actuel a été créé en 2020. Un poste de secrétaire d'État à l'Enfance a existé de 1994 à 2011.

## Liste des ministres
| Ministre de la Gaeltacht (1956–1993)                                                             |                                 |                  |                  |       |              |
| No.                                                                                              | Nom                             | Mandat           | Mandat           | Parti | Parti        |
| 1.                                                                                               | Richard Mulcahy                 | 2 juin 1956      | 24 octobre 1956  |       | Fine Gael    |
| 2.                                                                                               | Patrick Lindsay                 | 24 octobre 1956  | 20 mars 1957     |       | Fine Gael    |
| 3.                                                                                               | Jack Lynch                      | 20 mars 1957     | 26 juin 1957     |       | Fianna Fáil  |
| 4.                                                                                               | Micheál Ó Móráin (1er mandat)   | 26 juin 1957     | 23 juillet 1959  |       | Fianna Fáil  |
| 5.                                                                                               | Gerald Bartley                  | 23 juillet 1959  | 11 octobre 1961  |       | Fianna Fáil  |
|                                                                                                  | Micheál Ó Móráin (2e mandat)    | 11 octobre 1961  | 26 mars 1968     |       | Fianna Fáil  |
| 6.                                                                                               | Pádraig Faulkner                | 27 mars 1968     | 2 juillet 1969   |       | Fianna Fáil  |
| 7.                                                                                               | George Colley                   | 2 juillet 1969   | 14 mars 1973     |       | Fianna Fáil  |
| 8.                                                                                               | Tom O'Donnell                   | 14 mars 1973     | 5 juillet 1977   |       | Fine Gael    |
| 9.                                                                                               | Denis Gallagher (1er mandat)    | 5 juillet 1977   | 11 décembre 1979 |       | Fianna Fáil  |
| 10.                                                                                              | Máire Geoghegan-Quinn           | 12 décembre 1979 | 30 juin 1981     |       | Fianna Fáil  |
| 11.                                                                                              | Paddy O'Toole (1er mandat)      | 30 juin 1981     | 9 mars 1982      |       | Fine Gael    |
|                                                                                                  | Denis Gallagher (2e mandat)     | 9 mars 1982      | 14 décembre 1982 |       | Fianna Fáil  |
|                                                                                                  | Paddy O'Toole (2e mandat)       | 14 décembre 1982 | 10 mars 1987     |       | Fine Gael    |
| 12.                                                                                              | Charles Haughey                 | 10 mars 1987     | 11 février 1992  |       | Fianna Fáil  |
| 13.                                                                                              | John Wilson                     | 11 février 1992  | 12 janvier 1993  |       | Fianna Fáil  |
| 14.                                                                                              | Michael D. Higgins (1er mandat) | 12 janvier 1993  | 21 janvier 1993  |       | Labour Party |
| Ministre des Arts, de la Culture et de la Gaeltacht (1993–1997)                                  |                                 |                  |                  |       |              |
| No.                                                                                              | Nom                             | Mandat           | Mandat           | Parti | Parti        |
|                                                                                                  | Michael D. Higgins (1er mandat) | 21 janvier 1993  | 17 novembre 1994 |       | Labour Party |
| 15.                                                                                              | Bertie Ahern                    | 18 novembre 1994 | 15 décembre 1994 |       | Fianna Fáil  |
|                                                                                                  | Michael D. Higgins (2e mandat)  | 15 décembre 1994 | 26 juin 1997     |       | Labour Party |
| 16.                                                                                              | Síle de Valera                  | 26 juin 1997     | 12 juillet 1997  |       | Fianna Fáil  |
| Ministre des Arts, du Patrimoine, de la Gaeltacht et des Iles (1997–2002)                        |                                 |                  |                  |       |              |
| No.                                                                                              | Nom                             | Mandat           | Mandat           | Parti | Parti        |
|                                                                                                  | Síle de Valera                  | 12 juillet 1997  | 6 juin 2002      |       | Fianna Fáil  |
| Ministre des Affaires communautaires, rurales et du Gaeltacht (2002–2010)                        |                                 |                  |                  |       |              |
| No.                                                                                              | Nom                             | Mandat           | Mandat           | Parti | Parti        |
| 17.                                                                                              | Éamon Ó Cuív                    | 6 juin 2002      | 23 mars 2010     |       | Fianna Fáil  |
| Ministre des Affaires communautaires, de l'Egalité et de Gaeltacht (2010–2011)                   |                                 |                  |                  |       |              |
| No.                                                                                              | Nom                             | Mandat           | Mandat           | Parti | Parti        |
| 18.                                                                                              | Pat Carey                       | 23 mars 2010     | 9 mars 2011      |       | Fianna Fáil  |
| Ministre de l'Enfance et de la Jeunesse (2011-2020)                                              |                                 |                  |                  |       |              |
| No.                                                                                              | Nom                             | Mandat           | Mandat           | Parti | Parti        |
| 19.                                                                                              | Frances Fitzgerald              | 9 mars 2011      | 7 mai 2014       |       | Fine Gael    |
| 20.                                                                                              | Charles Flanagan                | 8 mai 2014       | 11 juillet 2014  |       | Fine Gael    |
| 21.                                                                                              | James Reilly                    | 11 juillet 2014  | 6 mai 2016       |       | Fine Gael    |
| 22.                                                                                              | Katherine Zappone               | 6 mai 2016       | 27 juin 2020     |       | Indépendante |
| Ministre de l'Enfance, de l'Égalité, du Handicap, de l'Intégration et de la Jeunesse (2020-2025) |                                 |                  |                  |       |              |
| No.                                                                                              | Nom                             | Mandat           | Mandat           | Parti | Parti        |
| 23.                                                                                              | Roderic O'Gorman                | 27 juin 2020     | 23 janvier 2025  |       | Parti vert   |
| Ministre de l'Enfance, du Handicap et de l'Égalité (depuis 2025)                                 |                                 |                  |                  |       |              |
| No.                                                                                              | Nom                             | Mandat           | Mandat           | Parti | Parti        |
| 24.                                                                                              | Norma Foley                     | 23 janvier 2025  | en cours         |       | Fianna Fáil  |